# Blanfords leeuwerik
Blanfords leeuwerik (Calandrella blanfordi) is een vogel uit de familie van de leeuweriken (Alaudidae). Deze vogel is genoemd naar zijn ontdekker, de Engelse zoöloog William Thomas Blanford.

## Verspreiding en leefgebied
Deze soort komt voor in noordoostelijk Afrika en telt twee ondersoorten:
- C. b. erlangeri (Erlangers leeuwerik): centraal Ethiopië.
- C. b. blanfordi: noordelijk Eritrea en noodelijk Ethiopië.